# Óláfr Trételgja
Óláfr, detto trételgja (in norreno "Olaf il Tagliaboschi"), svedese Olof Trätälja (... – Vänern, VII secolo), fu un membro della casata dei Yngling, pretendente al trono di Uppsala.
Figlio di re Ingjaldr III e di Gauthild, una principessa della Västergötland, il cui nonno materno era Olof il Lungavista re di Närke. Ella lo affidò a Bove, un patrigno del suo territorio, presso cui crebbe insieme al fratellastro Saxe, soprannominato Flette.
Quando ebbe notizia della morte del padre, Óláfr riunì tutti gli uomini che volevano seguirlo e giunse così dai suoi parenti a Närke. In seguito al regno del padre gli svedesi avevano però maturato una certa ostilità nei confronti degli Ynglings; pertanto furono attaccati da loro. Óláfr e i suoi uomini dovettero quindi ripiegare attraversando le fitte foreste e profonde gole nelle montagne della regione di Kilsbergen e raggiunsero il lago Vänern in corrispondenza della foce del fiume Klarälven (dove si trova l'attuale città di Karlstad). Si insediarono stabilmente in questi territori (oggi corrispondenti alla provincia di Värmland), a poco a poco bonificati. Il soprannome di "Tagliaboschi" fu attribuito a Óláfr proprio dagli svedesi, quando seppero che egli aveva disboscato e bonificato quelle aree.
Óláfr sposò Solveig, figlia di Halfdan Guldtand, re del vicino potentato norvegese di Soleyar, nell'Hedmark. Ebbe da lei due figli, Ingjald Olofsson e Hálfdan Hvitbeinn, che crebbero in Norvegia presso la zia materna Sölve.
Nel frattempo, a causa della crudeltà del re svedese Ivar Vidfamne, molti svedesi migrarono presso queste terre, dunque la popolazione crebbe tanto che la terra non poteva dare sostentamento a tutti gli abitanti. La terra fu afflitta da una grave carestia e gli abitanti accusarono perciò il re di non aver compiuto i necessari sacrifici agli dèi. Ci fu dunque la ribellione dei confronti di Óláfr, che fu costretto alla resa presso la sua casa sulle rive del lago Vänern, vi fu ucciso e seppellito come sacrificio a Odino, come il suo predecessore Dómaldi.